# هاوکر هنلی
هاوکر هنلی (به انگلیسی: Hawker Henley) یک هواپیمای ساختِ کارخانهٔ هاوکر ایرکرفت در کشور بریتانیا است. نخستین استفاده‌کنندهٔ این هواپیما نیروی هوایی سلطنتی بریتانیا بوده‌است. این هواپیما برای نخستین بار در ۱۰ مارس ۱۹۳۷ میلادی مورد استفاده قرار گرفت.